# 北盐湖城 (犹他州)
北盐湖城（英文：North Salt Lake），是美国犹他州戴维斯县下属的一座城市。建市年份不明，面积大约为8.59平方英里（22.2平方公里），海拔约为4,334英尺（1,321米）。根据2010年美国人口普查，该市有人口16,322人。